# 卡雷尔·雅努塞克
卡雷尔·雅努塞克博士（捷克語：Karel Janoušek，KCB，1893年10月30日—1971年10月27日），是一位捷克斯洛伐克空军将领。他先后服役于奥匈帝国帝國皇家陸軍（1915－16）, 捷克斯洛伐克军团（1916－20）和捷克斯洛伐克军队（1920－24）。
1924年雅努塞克加入了捷克斯洛伐克空军，1926年他成为了一名飛行員。1930年他与他人合写了一本空戰战术的教科书。之后他又兼任军事参谋。1936年，他开始在布拉格查理大学学习气象学和地球物理学，三年后学成毕业，获得了自然科学博士学位。
第二次世界大战中，雅努塞克先后逃亡至英法等多国。在英国的战斗中，由于他指挥皇家空军捷克斯洛伐克中队战功优越，被乔治六世封爵并最终被晋升为空军中将。作为报复，纳粹在被占领的捷克斯洛伐克囚禁了他的妻子和他的绝大多数家人。
1945年雅努塞克返回了捷克斯洛伐克，发现他的妻子和许多亲属早已死在纳粹的监狱中。之后他又被捷克斯洛伐克空军体系中力量日渐增长的的捷共将领排除在核心外。捷克斯洛伐克1948年二月事件后捷共掌权，雅努塞克遭到有预谋的陷害，并被軍事法庭判处18年监禁，剥夺他的军衔，学位和荣誉。1949年刑期被延长到了19年，1950年又被延长至無期徒刑，1955年又被减至44年，之后再获减刑，1960年他被总统特赦出狱。1968年布拉格之春中的一个军事法庭对他做出无罪判决（但相关荣誉依然被剥夺）。雅努塞克1971年于布拉格去世，但直到1989年的天鵝絨革命结束了捷共的统治后雅努塞克才被彻底平反。

## 早年
雅努塞克生于摩拉維亞普熱羅夫的一个奥地利皇家铁路公司职员的家庭中，是他父亲的第二个孩子。他的父亲，也叫做卡雷尔·雅努塞克，是捷克社會民主黨的建党人之一。而雅努塞克的母亲爱迪尔海德在雅努塞克两岁时就去世了。雅努塞克的父亲与第二任妻子鲍日娜再婚并生了另外七个孩子。
雅努塞克在1912年中学毕业，之后去了德国的一所商学院。他在那里的金融业为一位远亲工作了三年。
1914年，第一次世界大战爆发，1915年6月雅努塞克被征召入奥匈帝国帝國皇家陸軍，在捷克西里西亞奥帕瓦接受训练并被晋升为下士。他之后服役于第57步兵团，参与了意大利战线的第六次伊松佐河之役。
之后雅努塞克被派至东方战线抵抗布鲁西洛夫攻势。他于1916年7月在俄罗斯人的进攻下被俘，之后被关押在乌克兰基輔附近的一座戰俘營。1916年8月1日雅努塞克被释放并被要求加入敖德薩塞尔维亚军队的第II志愿师，在那里他被辨认出真实身份。

### 1916–1920于捷克斯洛伐克军团

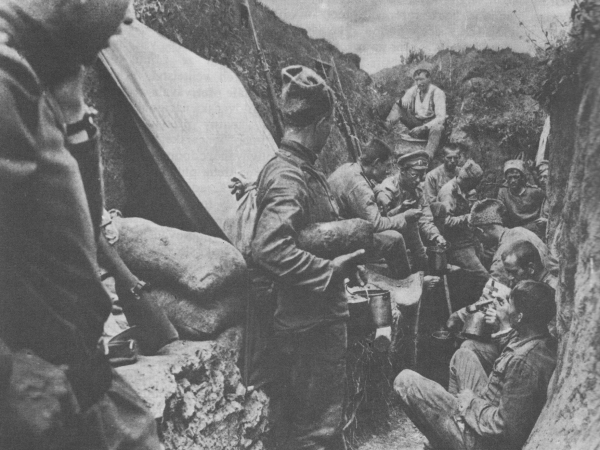
雅努塞克率领的第7连在兹博罗夫战役中

1916年10月14日，雅努塞克被秘密转移至捷克斯洛伐克军团并加入了位于鲍里斯波尔的第1步枪团。1917年，俄國二月革命之后捷克斯洛伐克军团加入了俄罗斯第7军。7月，兹博罗夫战役爆发，雅努塞克所在的部队奉命作战，雅努塞克本人在7月18日的战争中受了伤，在医院修养到了8月，并被晋升到了准尉。
十月革命之后，捷克斯洛伐克军团也受到了亲布尔什维克与反布尔什维克派系内斗的影响。雅努塞克忠于军团中的反布尔什维克派，而反布派最终获得了捷克斯洛伐克军团的控制权。因此，捷克斯洛伐克军团拒绝了爱德华·贝奈斯向布尔什维克“叛乱”投降的命令。1918年10月，雅努塞克晋升至暂代捷克斯洛伐克军团第1团II营7连的连长。
捷克斯洛伐克军团在俄国内战中加入了俄国白军。雅努塞克随军先后在布古利馬、梅列克斯、布劳地那（Braudina）、沁比尔斯克和喀山与红军作战。1918年8月7日雅努塞克被晋升为1团3连的指挥官。9月，红军迫使捷克斯洛伐克军团从喀山撤退。10月，捷克斯洛伐克宣布从奥匈帝国独立。11月随着《維拉朱斯蒂停戰協定》 和《康边停战协定》的签订第一次世界大战结束，但是捷克斯洛伐克军团依然被红军困在俄罗斯。
捷克斯洛伐克军团之后尝试向东向西伯利亚突围最终到达海參崴疏散。1919年5月在泰舍特防御西伯利亞鐵路的战斗中，雅努塞克再次负伤，并被送到了伊爾庫茨克的医院修养到6月结束。5月25日，法国授予他带棕榈叶的英勇十字勋章。雅努塞克率领的连在10月10日继续向海参崴前进。12月6日，该连登上了日本蒸汽船优南丸号，并最终在1920年2月2日到达布拉格。

## 1920–39于捷克斯洛伐克

### 1920–24于捷克斯洛伐克军队
捷克斯洛伐克军团为新生的捷克斯洛伐克的军队打下了基础。1920年5月，雅努塞克被任命为位于斯洛伐克多布希納第2步兵团的团长。7月1日，他被任命为科希策的第22旅的副旅长。1921年2月21日，他又被晋升为喀尔巴阡鲁塞尼亚乌日霍罗德第12炮兵团的副团长。但是在10月他又回归科希策去做文职工作。
1923年9月，雅努塞克从战争学院毕业。之后他大致又被晋升为了布拉格省指挥部的一员，之后又在波希米亚海布受训成为飞行员。

### 1924–39于捷克斯洛伐克空军
1925年1月，雅努塞克被任命为第十届空中侦察课程的指挥。1925年11月19日他与安娜·斯坦因巴赫娃结婚。1926年1月他正式成为一名飞行员。他并不是一个特别出色的飞行员，但他善于偵察，空中导航和气象学。1926年12月2日，他晋升为参谋部少校。1927年9月他去法国空军挂职一个月。1928年2月28日他被晋升为中校。到这时他已经是军事飞行学校的副指挥。受意大利军事理论家朱利歐·杜黑的影响，雅努塞克与他人合写了一本有关空戰軍事戰術的著作, 这本书于1930年5月出版。
之后，雅努塞克被派至斯洛伐克任职。1930年12月31日，再次晋升为第6飞行团的团长。1930年–1932年之间除了任团长之外他的职责还包括训练军官。1933年7月31日他再次被晋升为上校。随后在1936年之前先后又被晋升为准將和空军省级指挥官。在那时，航空学上的一大难题是坏天气，因此，雅努塞克又开始在布拉格查理大学学习气象学和地球物理学。

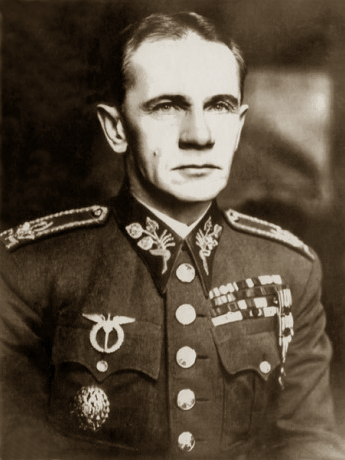
谢尔盖·沃伊切霍夫斯基将军，捷克斯洛伐克第1军的指挥官

苏台德事件期间，捷克斯洛伐克于5月21日开始局部动员，并于9月23日完成这次动员。雅努塞克在这次事件期间指挥谢尔盖·沃伊切霍夫斯基将军的第一军的空中武装，负责西南起捷克布杰约维采，北至克拉利基的前线。但在9月29日，法国和英国与德国签署了慕尼黑協定，迫使捷克斯洛伐克割让了蘇台德地區。
1939年3月15日，德国在彻底被占领的捷克斯洛伐克创建了波希米亞和摩拉維亞保護國，并解散了原本捷克斯洛伐克的军队。在这时，雅努塞克也在布拉格查理大学修完了他的课程，并在6月23日获得了自然科学的博士学位（RNDr）。
对于德国的举动，大量的捷克斯洛伐克军队和空军官兵逃亡至波兰或法国。1939年11月15日，捷克斯洛伐克地下抵抗组织奧布拉納·納羅達帮助雅努塞克穿过斯洛伐克。之后他先后转移至匈牙利、南斯拉夫、希腊和法屬敘利亞的贝鲁特，最终抵达法国。

## 第二次世界大战

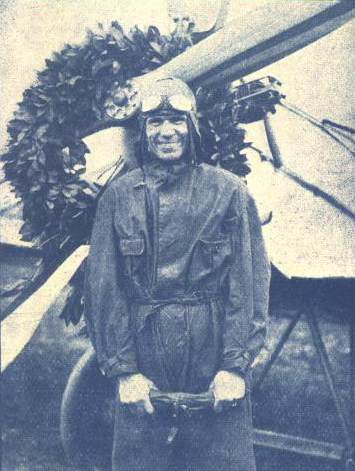
阿洛瓦·维切瑞克，1928年打破了世界纪录

### 1939–40于法国
1939年12月1日，雅努塞克到达巴黎。按照捷克斯洛伐克流亡政府与法国达成的协议，他被指派给了捷克斯洛伐克军事管理局（CsVs，流亡），并被进一步委派为第三（空军）部门的首脑，指挥着法国的捷克斯洛伐克流亡空军。但由于法国航空部的不作为、装备的缺失和流亡人员分散在超过20个不同的地点，流亡空军并没有起到什么大的作用。1940年3月15日，雅努塞克被他的上级和竞争对手，准将阿洛瓦·维切瑞克代替。
雅努塞克被调任去了原应位于法国西部干邑的捷克斯洛伐克空军训练中心，然而，直到战争爆发训练中心也并未建成。5月10日，德国入侵荷兰，比利时和法国。随着法国武装力量的溃败，6月18日雅努塞克和一大群捷克斯洛伐克流亡空军人员离开波尔多，乘着一艘荷兰的小船卡拉曼（“Karanan”），于6月21日抵达了英国法尔茅斯。6月22日，法国向德国投降。

### 1940–45于英国
阿洛瓦·维切瑞克准将被困在了法国，直到7月7日才抵达英国。在这两个星期里，雅努塞克就是位于英国的捷克斯洛伐克流亡空军的最高指挥。在这时捷克斯洛伐克流亡政府与英国还没有达成协定，雅努塞克就已经向英国驻布拉格的前空军武官，空军中校弗兰克·博蒙特求助。雅努塞克与博蒙特达成协定：所有的捷克斯洛伐克流亡飞行员将被列入英国皇家空军支援后备队作战序列作战，同时捷克斯洛伐克流亡空军作战要听从皇家空军的命令。捷克斯洛伐克流亡空军的监督局于1940年7月12日建立，英国战争部晋升雅努塞克为空军准将，实际上给予了雅努塞克整个捷克斯洛伐克流亡空军的指挥权。

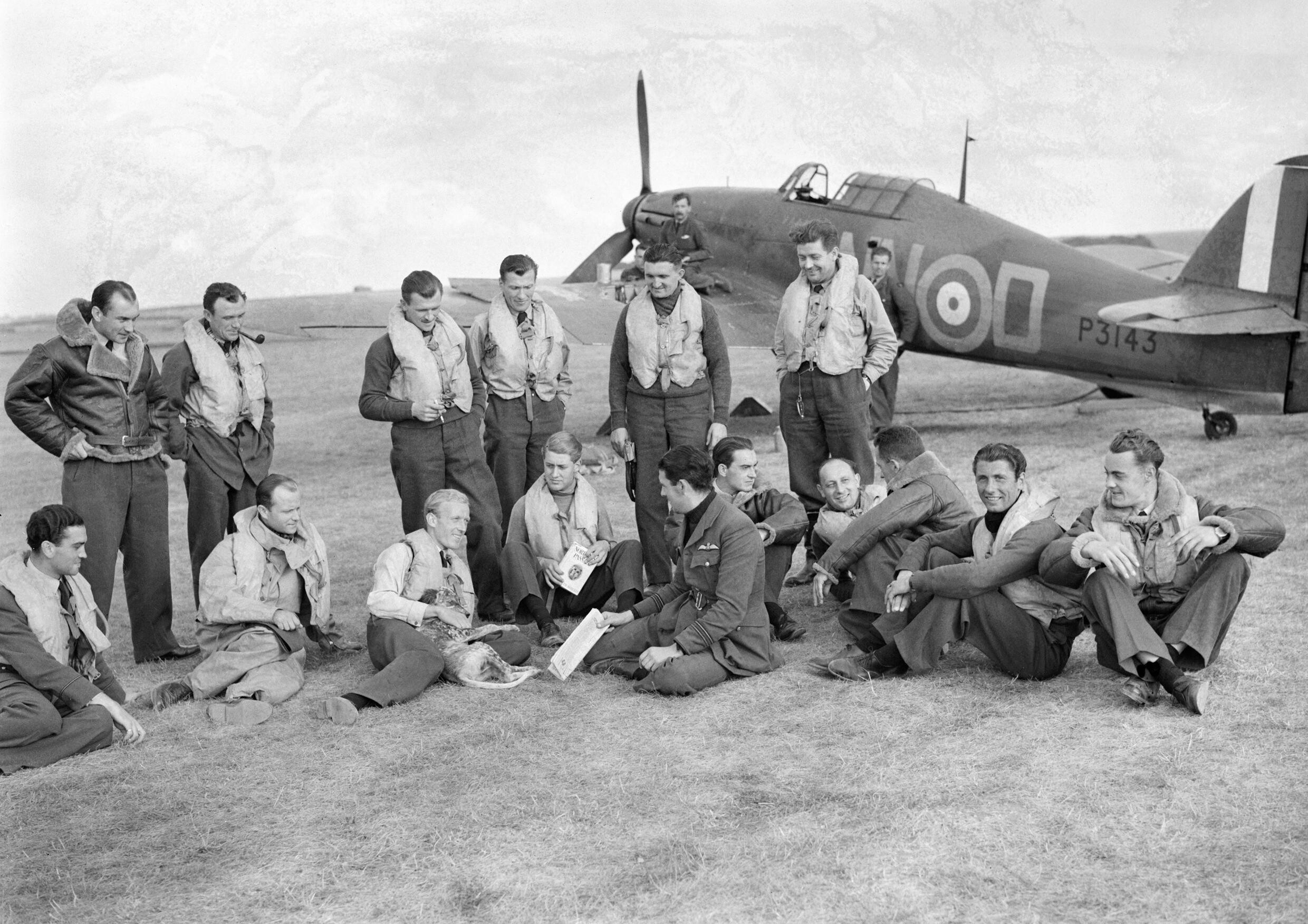
皇家空军310中队的捷克斯洛伐克战斗机飞行员于一架颶風戰鬥機前，摄于1940年9月，RAF Duxford

然而，捷克斯洛伐克流亡政府国防部直到1940年10月15日才正式承认了雅努塞克的协定，之后1941年6月18日的总统所签署的一份文件再次确定了协定的效力。总统贝奈斯和国防部长谢尔盖·因格尔都批评雅努塞克不考虑流亡政府对空军的控制权就与皇家空军达成了协定。此外，维切瑞克准将也被排除出了指挥链。不过，协定也保障了皇家空军必须将捷克斯洛伐克流亡空军列入战斗序列，并且为不列颠空战训练了88位捷克斯洛伐克飞行员，这其中包括了皇家空军310中队这第一支几乎全部由外籍（捷克斯洛伐克籍）组成的皇家空军中队。
作为捷克斯洛伐克空军的监督，雅努塞克同样不在皇家空军的直接指挥序列中。他的主要工作是视察捷克斯洛伐克中队，组织捷克斯洛伐克流亡飞行员的训练，决定相关的人事任免以及与总统贝奈斯和国防部长因戈尔举行会谈。不过，战争期间，他负责的空军检查局的职能扩展到了包括医疗，运输和军事牧师服务在内的其他职能。这时，雅努塞克的參謀長是皇家空军311中队联队指挥官约瑟夫·谢巴尔，皇家空军唯一一支捷克斯洛伐克籍重型轟炸機中队的长官。
截至1941年5月，皇家空军拥有了大约1600名捷克斯洛伐克籍飞行员。这其中包括了310、311、312和313四个几乎完全由捷克斯洛伐克人构成的中队，以及皇家空军68中队中的许多捷克斯洛伐克飞行员。除此之外，在皇家空军其他单位中也有许多捷克斯洛伐克空军士兵。
1940年12月31日，元旦授勋中宣布晋升雅努塞克为巴斯勳爵（KCB）。1941年5月20日，英王乔治六世在白金汉宫亲自为他授勋。BBC广播员约翰·斯纳格邀请雅努塞克参加了前进的世界节目，这档节目于1941年7月8日在BBC国内广播播出并于两天后在BBC战时节目再次播出，节目中，雅努塞克告诉BBC：
这次的庆典给我了一个可喜的机会去感谢英国和英国人民……

皇家空军长官和士兵们–实际上，是这里每一个人的热情深深地打动了我们。虽然我们在这里只呆了短短一年，但是生活的品质真正让我感到了什么是自由、体面、友善与正常的生活。他们在这里的人民的身上体现的如此明显，让我们比以往任何时候都更加了解它们的价值。在这里，我也代表(捷克斯洛伐克)空军向这里的每个人分享这些东西。希望明年我们能离战胜我们的敌人更进一步–不仅仅是指的英国和捷克斯洛伐克的敌人或是某个人的敌人，而是一切善良的人的敌人。
1941年7月时，雅努塞克已被晋升为了空军少将。他作为督察需要到盟军各地帮助训练皇家空军的捷克斯洛伐克飞行员，训练地包括加拿大、美国和巴哈马。他是1944年12月《芝加哥国际民用航空公约》的代表之一，该公约促成了国际民用航空组织的诞生。1945年5月17日，雅努塞克被晋升为空军中将。
在二战期间，雅努塞克用英语写了一本名为《捷克斯洛伐克空军》 的小册子。这本小册子没有标注具体的出版日期，但是似乎出版于1942年年底之前。在这本小册子里，他从1918年捷克斯洛伐克的建立写起，一直写到1940年他在英国作战的经历。

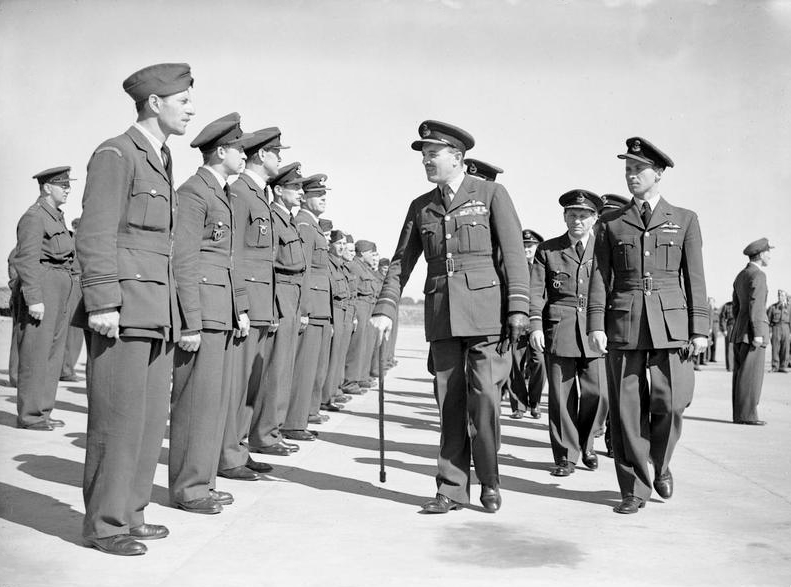
肯特郡的皇家空軍曼斯頓机场上捷克斯洛伐克中队的告别仪式，空军中将约翰·斯莱塞拄着拐棍视察了一部分捷克斯洛伐克的士兵，雅努塞克在其后跟随，摄于1945年8月3日

1945年5月，第二次世界大战欧洲战场结束。8月，皇家空军捷克斯洛伐克中队计划返回布拉格瓦茨拉夫·哈維爾機場。8月3日，他们在肯特郡的皇家空軍曼斯頓机场举行了盛大的告别仪式，约翰·斯莱塞最后一次视察了他们。8月4日，雅努塞克在BBC国内服务（BBC Home Service）对全国广播捷克斯洛伐克中队的离去。在最后的广播中，他道别道：
现在到了离开这片迷人又好客的土地的时候了，在我们共同奋斗的过去五年中，我们一同体会了喜怒哀乐；我谨代表我本人和所有捷克斯洛伐克空军官兵向英国人民表示我们最深切的感谢，感谢他们一直以来向我们表现出的一切好意并使我们感到宾至如归……

……我们现在百感交集，因为在捷克斯洛伐克空军中，很少有人能免于灾祸：他们的家人都在德国人的手里被迫害甚至被处死。这是我们的挚爱不得不付出的代价，因为他们的儿子已经拿起武器反对人类自由的敌人……事实上，我们当中很多人将无家可归，也没有父母或亲戚活着……

尽管离别之时已经到来，但我们所有人都最真诚地希望，通过这段我们最珍贵的记忆之一建立的我们两国之间的友谊纽带，将继续连接着两国人民，并将在和平的日子里进一步强化。

## 1945–71于捷克斯洛伐克
雅努塞克本人于1945年8月13日返回了捷克斯洛伐克。纳粹在6年的占领期中已经囚禁了他的绝大多数亲人：他的妻子安娜和他的一个妹妹死在了奥斯威辛集中营中，他的一个兄弟死在了布痕瓦尔德集中营。他的两个内兄弟也死在了监狱中：一个死于波希米亚的利托梅日采监狱另一个死于布拉格的潘克拉奇监狱。
5月1日，维切瑞克将军到访了苏联。5月29日，维切瑞克已实际成为捷克斯洛伐克空军的掌管者。1945年10月19日，雅努塞克的空军监察职位不复存在。第二天，雅努塞克被任命为指挥部特种作战部副部长。之后，他跟随着他父亲的步伐加入了捷克社会民主党。1946年1月，捷克斯洛伐克参谋长博胡米尔·博切克将军，向上级评估雅努塞克“懒，满口谎言并且对他人心怀不满”。
同时，1946年春天雅努塞克前去英国就有关为捷克斯洛伐克空军装备材料的事宜进行谈判。1946年6月8日，他参加了在伦敦的庆功宴，11日，他又参加了英王乔治六世举办的皇家花园宴会。1947年2月15日，雅努塞克被参谋部任命为防空临时检查员。9月15日，在不列颠战役7周年之际担任捷克斯洛伐克代表团成员出席了纪念会。
但同时，捷克斯洛伐克共产党的国防情报局（OBZ）军事与政治智囊团正监视着雅努塞克的社会履历和在外国的行程。1947年10月15日，博切克将军再次评估雅努塞克，认为“雅努塞克不适合指挥岗位，因为他的态度只适合做人事。”

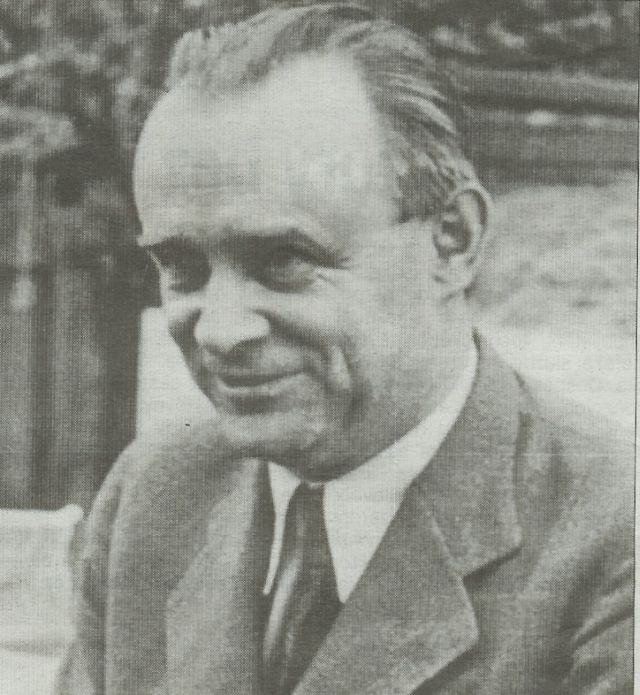
弗兰蒂舍克·莫拉维克将军，是与雅努塞克一同被勒令解职的高级军官之一

1948年2月，捷克斯洛伐克共產黨夺权。三天后，博切克勒令雅努塞克，准将阿洛伊斯·利什卡和軍事情報部总司令弗兰蒂舍克·莫拉维克“因健康原因退休”。3月，希蒙·德尔加奇将军私下告诉雅努塞克捷共不准备让他掌军。于是，雅努塞克在他曾经协创建的蒙特利尔的国际民用航空组织找了一份工作。国际民用航空组织的约瑟夫·杜布斯基博士很爽快的给了他一份工作，但是OBZ的成员，贝德里奇·赖齐拒绝让雅努塞克离开捷克斯洛伐克。

### 逮捕，审判与政治监禁
雅罗斯拉夫·杜布拉夫斯基，一位OBZ的双面间谍，引诱雅努塞克逃离捷克斯洛伐克。1948年4月30日，雅努塞克因为尝试逃离捷克斯洛伐克被逮捕，随后于5月2日被转移到布拉格城堡区OBZ控制的一处监狱中。一个高级軍事法庭于6月17日判处雅努塞克18年监禁，剥夺他的军衔，大学学位和荣誉。12月30日，法庭驳回了他重新审判的要求。但在1949年2月9日，雅努塞克被重审，他的刑期被增加到了19年。他提起上诉，但是上诉法院于5月26日认定审判有效。
雅努塞克被囚禁在比尔森的波里监狱。曾经有一位狱卒给他提供了一份越狱计划，但雅努塞克认为和上次一样是个陷阱，因而拒绝了他的计划。这位狱卒在1949年11月被判处终身监禁。雅努塞克与另一位政治犯，少校勒内·切尔尼因为没有报告狱卒的行为于1950年3月被改判终身监禁。4月18日，监狱当局宣布他们破获了一起大规模越狱暴动计划，基民盟政治家斯坦尼斯拉夫·布罗伊之子切尔尼和一位狱卒被处死，其他犯人被判处更长时间的监禁。之后，雅努塞克被当局押运到奥帕瓦附近关押。

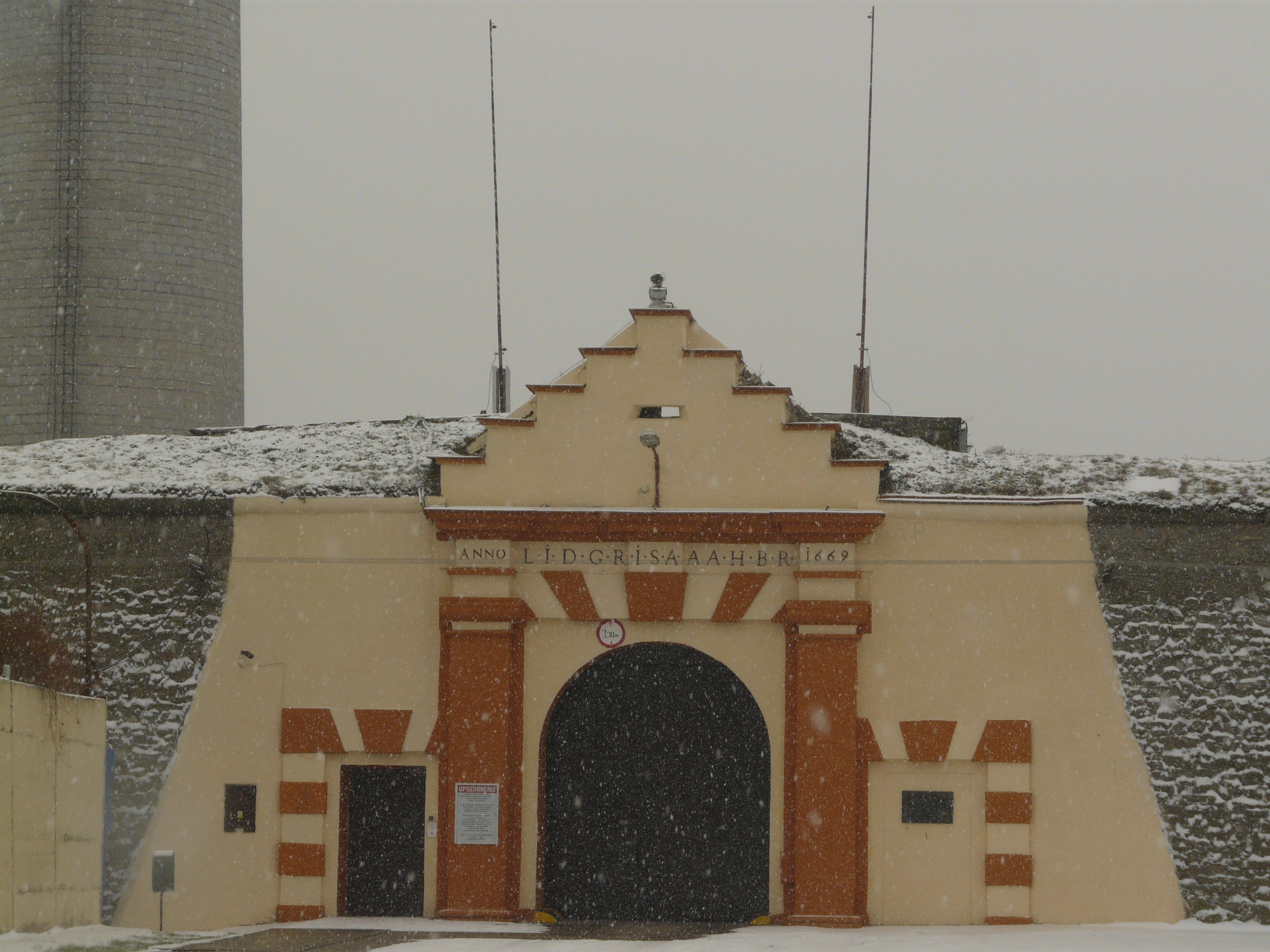
利奥波多夫监狱的入口，雅努塞克在这里度过了他12年监禁中的4年

1952年6月，雅努塞克又被移送至利奥波多夫监狱。1955年，总统安托宁·萨波托斯基宣布赦免政治犯的部分刑期，雅努塞克被重新减刑至25年监禁。1956年11月，他再次被移送至布拉格附近的一处监狱。在这年结束前，他的剩余刑期又被减少至共计20年。

### 获释，免罪与去世
1960年，在庆祝捷克斯洛伐克解放15周年纪念日上，总统安东宁·诺沃提尼宣布大赦包括雅努塞克在内的政治犯。他于5月9日被释放。此时，他的所有财产已被没收充公，他唯一的待遇只剩下了一小笔养老金，于是他在布拉格的国营企业做了一个小职员。他一直工作到1967年，这时他已74岁并且可以享受到更高的养老金。1968年7月5日，布拉格之春期间，波希米亚普日布拉姆一个更高级的军事法庭推翻了之前军事法庭的定罪。雅努塞克死于1971年10月27日，他的78岁生日前3天。他葬于布拉格Libeň的公墓。去世时，当局下了禁止哀悼他的命令，他的朋友和家人则不顾当局禁令给他举办了隆重的葬礼。

## 荣誉与纪念

### 嘉奖与军勋

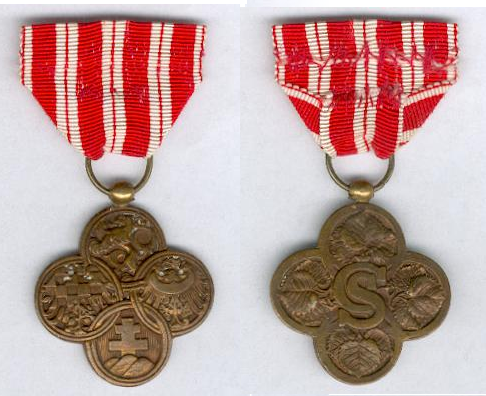
雅努塞克因他在捷克斯洛伐克军团中的贡献被授予捷克斯洛伐克战争十字勋章1918

雅努塞克受到的嘉奖包括捷克斯洛伐克战争十字勋章 (1918年)，捷克斯洛伐克战争十字勋章 (1939年–1945年)，捷克斯洛伐克迎敌勇气勋章（Československá medaile Za chrabrost před nepřítelem）和一级捷克斯洛伐克功绩勋章（Československá medaile za zásluhy, 1. stupně）。2016年的捷克独立日上，捷克追授他一等白獅勳章。他还被追授了二级米兰·雷斯提斯拉夫·斯特凡尼克勋章。
1945年，法国授予他法國榮譽軍團勳章。同时，他还曾被法国政府授予法国英勇十字勋章 (1914年–1918年)和法国英勇十字勋章 (1939年–1945年)。1945年，美国授予他指挥官功绩勋章，波兰授予他波兰复兴勋章。此外，他还曾被白俄罗斯，南斯拉夫，羅馬尼亞和挪威政府嘉奖。

### 纪念碑与墓地

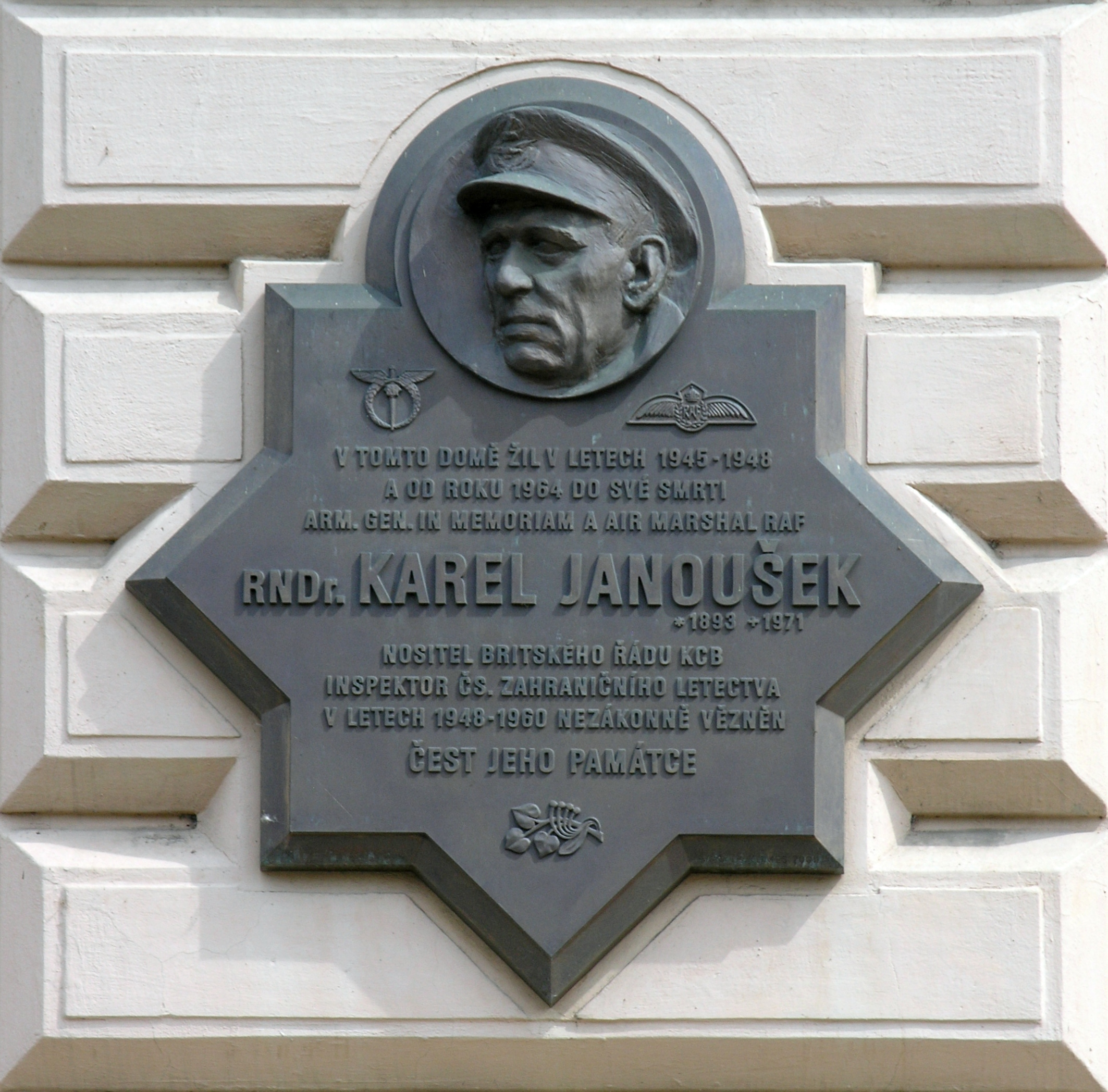
布拉格一座行人天桥上一块纪念雅努塞克的牌匾

捷克斯洛伐克境内有很多纪念雅努塞克的地标。布拉格第1区行人天桥上有一块纪念雅努塞克的牌匾。布拉格黑桥郊区的一座桥以他命名。2011年，摩拉维亚耶姆尼采建了一座名为欧洲军事复兴中心与卡雷尔·雅努塞克将军的博物馆。捷克共和国还有人创办了雅努塞克将军飞行俱乐部，该俱乐部曾参加雅努塞克诞辰120周年纪念日活动。
2014年，雅努塞克的遗体被从Libeň公墓中取出，5月12日，他被转葬于Šárka公墓。